# نايجل نورث
نايجل نورث (بالإنجليزية: Nigel North)‏ هو موسيقي بريطاني، ولد في 5 يونيو 1954 في لندن في المملكة المتحدة.

## وصلات خارجية
- الموقع الرسمي
- نايجل نورث على موقع ميوزك برينز (الإنجليزية)
- نايجل نورث على موقع أول ميوزيك (الإنجليزية)
- نايجل نورث على موقع ديسكوغز (الإنجليزية)